# برنان دیکنسن
برنان دیکنسن (انگلیسی: Brennan Dickenson؛ زادهٔ ۲۶ فوریهٔ ۱۹۹۳) بازیکن فوتبال اهل بریتانیا است.
از باشگاه‌هایی که در آن بازی کرده‌است می‌توان به باشگاه فوتبال گیلینگام، باشگاه فوتبال ای‌اف‌سی ویمبلدون، باشگاه فوتبال چسترفیلد، باشگاه فوتبال برایتون اند هوو آلبیون، و باشگاه فوتبال نورث‌همپتون تاون اشاره کرد.